# Technemon epichares
Technemon epichares är en fjärilsart som beskrevs av Turner 1945. Technemon epichares ingår i släktet Technemon och familjen nattflyn. Inga underarter finns listade i Catalogue of Life.